# Lorenzo Scipioni
Lorenzo Scipioni (Martínez, 24 novembre 2004) è un calciatore argentino, centrocampista dell'Olympiacos.

## Carriera
Scipioni è cresciuto nel settore giovanile del Tigre, con cui ha debuttato il 3 giugno 2024 nell'incontro di Primera División perso 3-1 contro il River Plate. Il 7 agosto seguente ha firmato il suo primo contratto professionistico.
Il 10 luglio 2025 si trasferisce a titolo definitivo nel club greco dell'Olympiacos.

## Statistiche

### Presenze e reti nei club
Statistiche aggiornate al 2 settembre 2024.
| Stagione        | Squadra         | Campionato      | Campionato | Campionato | Coppe nazionali | Coppe nazionali | Coppe nazionali | Coppe continentali | Coppe continentali | Coppe continentali | Altre coppe | Altre coppe | Altre coppe | Totale | Totale | Totale |
| Stagione        | Squadra         | Comp            | Pres       | Reti       | Comp            | Pres            | Reti            | Comp               | Pres               | Reti               | Comp        | Pres        | Reti        | Pres   | Reti   |        |
| --------------- | --------------- | --------------- | ---------- | ---------- | --------------- | --------------- | --------------- | ------------------ | ------------------ | ------------------ | ----------- | ----------- | ----------- | ------ | ------ | ------ |
| 2024            | Tigre           | PD              | 14         | 0          | CA+CdL          | 0               | 0               | -                  | -                  | -                  | -           | -           | -           | 14     | 0      |        |
| 2025            | Tigre           | PD              | 16         | 1          | CA              | 2               | 1               | -                  | -                  | -                  | -           | -           | -           | 18     | 2      |        |
| Totale Tigre    | Totale Tigre    | Totale Tigre    | 30         | 1          |                 | 2               | 1               |                    | -                  | -                  |             | -           | -           | 32     | 2      |        |
| Totale carriera | Totale carriera | Totale carriera | 30         | 1          |                 | 2               | 1               |                    | -                  | -                  |             | -           | -           | 32     | 2      |        |